# Jorge Martín Núñez
Jorge Martín Núñez (Asunción, 22 januari 1978) is een Paraguayaanse profvoetballer die anno 2013 onder contract staat bij CD Capiatá. Hij is een linksback.

## Carrière
- 1996-2003: Cerro Porteño
  - 2000-2002: Guarani FC (huur)
- 2003-2004: CA Banfield
- 2004-2005: Arsenal de Sarandí
- 2005-2006: Racing Club
- 2006-2007: Estudiantes de La Plata
- 2007-2010: Cerro Porteño
  - 2008-2009: Rosario Central (huur)
  - 2009-2010: Chacarita Juniors (huur)
- 2010-... : Club Rubio Ñu

## Interlandcarrière
Núñez speelde zijn eerste interland op 2 april 2003 tegen Honduras. Hij maakt deel uit van de selectie voor het WK voetbal 2006, maar kwam niet in actie tijdens de eindronde. Hij speelde in totaal 23 interlands voor zijn vaderland, waarin hij eenmaal tot scoren kwam.